# Anne Naysmith
Anne Naysmith (geborene Anna Smith; * 1937 in Essex; † 10. Februar 2015 in London) war eine britische Pianistin.
Ihre Familie zog nach Hounslow im Westen Londons, als Anna acht Jahre alt war. Sie war eine vielversprechende Pianistin und gewann einen Ausbildungsplatz an der Royal Academy of Music, wo sie studierte. Mit 18 Jahren nahm sie sich ein Zimmer in Chiswick und unterrichtete Musik in Berkshire und am Trinity College of Music in London. Zu jener Zeit sparte sie ihr Geld und konnte sich einen Ford Consul kaufen. Sie zog nach 22 Prebend Gardens in Chiswick.
Ihre Karriere als Musikerin ging voran, sie spielte Ludwig van Beethoven, Johann Sebastian Bach und Claude Debussy im Leighton House Museum im Holland Park und trat unter Sir Adrian Boult bei Symphoniekonzerten auf. Im Jahre 1967 wurde ein Auftritt in der Wigmore Hall bei einem Liederabend sehr gut bewertet, vor allem eine Interpretation von Rachmaninow.
In den 1970er Jahren hörte sie auf, Unterricht zu geben und kam in finanzielle Schwierigkeiten. Sie musste ihre Wohnung aufgeben und lebte fortan in ihrem Auto in London. Eine Romanze mit einem Sänger ging zur gleichen Zeit in die Brüche.
Naysmith lebte 26 Jahre lang in ihrem Auto und später in einer selbsterstellten Unterkunft nahe der Stamford Brook. Sie starb im Alter von 78 Jahren bei einem Autounfall, als ein Lastwagen sie in der Nacht überfuhr.